# Godfried Aduobe
Godfried Aduobe (* 29. Oktober 1975 in Accra) ist ein ehemaliger ghanaischer Fußballspieler.

## Karriere
Nachdem Aduobe in seiner Jugend unter anderem für Powerlines Accra gespielt hatte, wechselte der defensive Mittelfeldspieler 1993 zu Torino Calcio, wo er beinahe ausschließlich im Nachwuchs agierte, und stand anschließend stets bei europäischen Mannschaften unter Vertrag. So spielte er für die Old Boys Basel, die Young Boys Bern, die SpVgg Greuther Fürth, den SSV Reutlingen 05 und Hansa Rostock.
Im Jahr 2005 wechselte Aduobe zum Karlsruher SC. Dort konnte er sich als Stammspieler im defensiven Mittelfeld etablieren und feierte mit den Badenern in der Saison 2006/07 den Aufstieg in die Bundesliga. Nach dem Abstieg in der Spielzeit 2008/09 hielt Aduobe – auf Grund seiner Kampfbereitschaft einer der unumstrittenen Publikumslieblinge im Wildpark – dem Verein die Treue und verlängerte seinen Vertrag in Karlsruhe bis 2011.
Im Anschluss an die Saison 2010/11 beendete Aduobe im Alter von 35 Jahren seine Karriere.
Aduobe lief mindestens zweimal für die Nationalmannschaft Ghanas auf.

## Erfolge
- Aufstieg in die 1. Bundesliga mit dem Karlsruher SC (2007)